# 阿拉·古勒
阿拉·古勒（英語：Ara Güler, 1928年8月16日—2018年10月17日）是一位亚美尼亚裔土耳其摄影师。昵称是“伊斯坦布尔之眼”或“伊斯坦布尔摄影师”。

## 生平
1928年出生于伊斯坦布尔的一个亚美尼亚基督教移民家庭，父亲经营一家药店。毕业于伊斯坦布尔大学经济系。之后开启摄影生涯，1961年加入馬格蘭攝影通訊社，和2006年诺贝尔文学奖得主奥尔汗·帕穆克是好友，2018年10月17日在伊斯坦布尔逝世，享年90岁。

## 荣誉
2009年获得法國榮譽軍團勳章。